# Holger Börner
Holger Börner (ur. 7 lutego 1931 w Kassel, zm. 2 sierpnia 2006 tamże) – niemiecki polityk i samorządowiec, działacz Socjaldemokratycznej Partii Niemiec (SPD), poseł do Bundestagu, w latach 1976–1987 premier Hesji.

## Życiorys
Jego ojciec Hermann Börner był działaczem socjaldemokratycznym i więźniem obozu koncentracyjnego; w 1941, będąc robotnikiem Organizacji Todta, został zabity w pobliżu Smoleńska przez radzieckich partyzantów. Holger Börner z zawodu był betoniarzem. W 1948 dołączył do Socjaldemokratycznej Partii Niemiec, obejmował rożne stanowiska w lokalnych strukturach swojego ugrupowania. W latach 60. kierował partyjną młodzieżówką Jusos. W latach 1956–1972 zasiadał w radzie miejskiej w Kassel, od 1960 do 1966 przewodniczył klubowi radnych SPD. W latach 1957–1976 sprawował mandat deputowanego do Bundestagu. W latach 1967–1972 pełnił funkcję parlamentarnego sekretarza stanu do spraw transportu. Od 1972 do 1976 był dyrektorem wykonawczym w federalnych strukturach SPD. W 1977 stanął na czele socjaldemokratów w Hesji, kierował nimi do 1987.
W latach 1976–1987 zajmował stanowisko premiera Hesji. Od 1978 do 1987 zasiadał w landtagu. Od listopada 1986 do kwietnia 1987 pełnił funkcję przewodniczącego Bundesratu. W latach 1987–2003 kierował Fundacją im. Friedricha Eberta, po czym został jej honorowym przewodniczącym.

## Odznaczenia
- Krzyż Wielki Orderu Zasługi Republiki Federalnej Niemiec (1987)[1]